# ورزشگاه فاتوردا

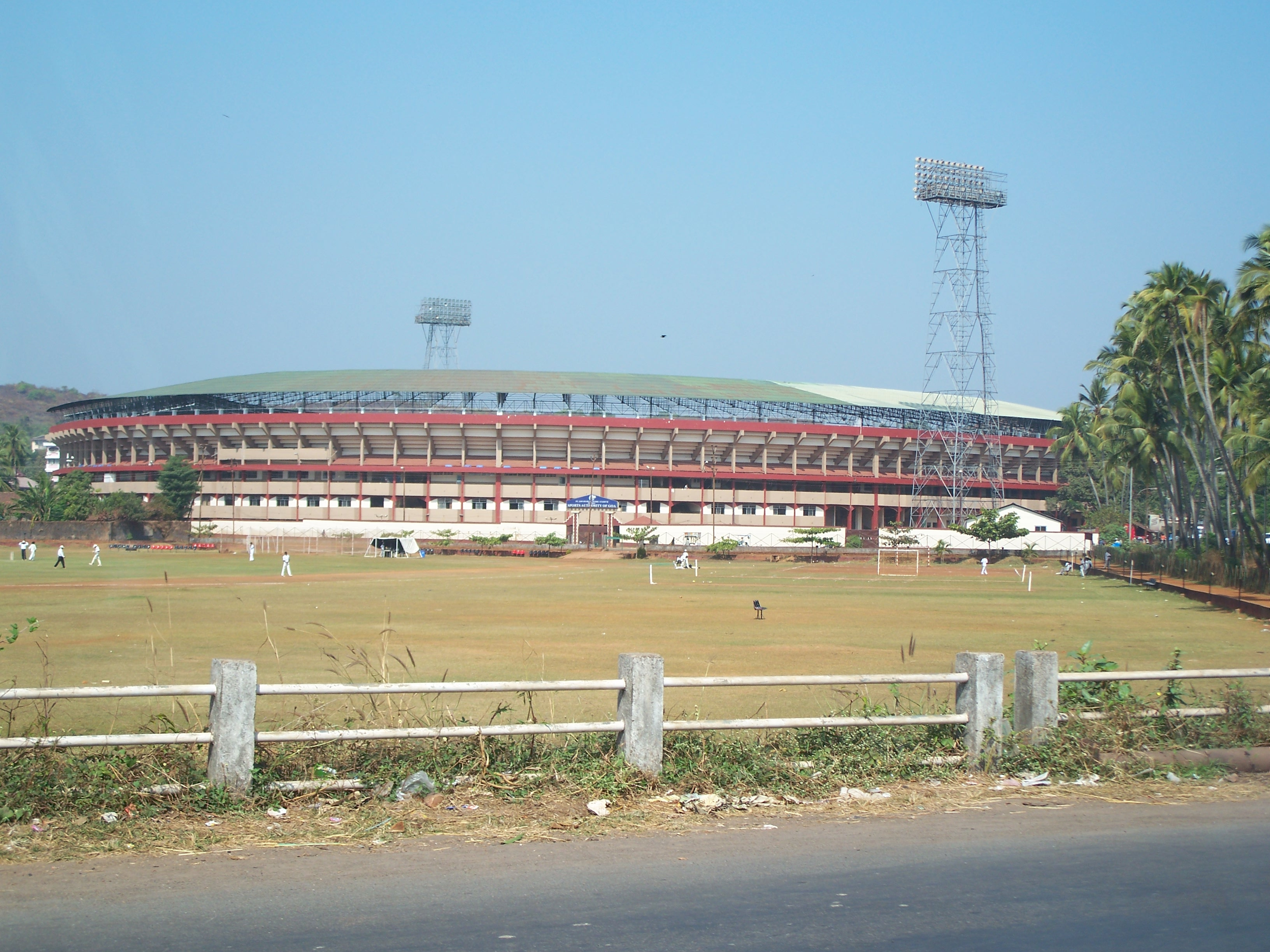
ورزشگاه فاتوردا در هند

ورزشگاه فاتوردا (به انگلیسی: Fatorda Stadium) یک ورزشگاه چند منظوره است که در گوا، هند واقع شده‌است. این مکان برای میزبانی از فوتبال بین‌المللی و همچنین مسابقات کریکت استفاده شده‌است. این تنها استادیوم بین‌المللی گوا است و ظرفیت نشستن ۱۹۰۰۰ نفر را دارد. این مکان در سال ۱۹۸۹ تأسیس شد و توسط اداره ورزش گوا متعلق و اداره می‌شود. در حال حاضر استادیوم خانگی گوا است و آن میزبان بازی‌های گروه E لیگ قهرمانان آسیا ۲۰۲۱ است.

## تاریخچه
این ورزشگاه در سال ۱۹۸۹ ساخته شده و ۳۲ ساله بوده که گنجایش آن ۲۰ هزار نفر است. ابتدا قرار بود این ورزشگاه تنها محل برگزاری مسابقات فوتبال باشد ولی از سال ۱۹۹۰ مسابقات کریکت نیز در آن برگزار شده‌است.
این ورزشگاه در سال ۲۰۱۴ طبق آخرین مشخصات فیفا به روز رسانی و صندلی گذاری شد که ظرفیت آن به ۲۰ هزار نفر رسید. ورزشگاه جواهر لعل نهرو مدتهاست که در بسیاری از بازیهای بین‌المللی تیم ملی فوتبال هندوستان از جمله مقدماتی جام جهانی و جام ملتهای آسیا میزبان بازی‌های این تیم بوده‌است.
همچنین این ورزشگاه یکی از شش استادیوم هند برای میزبانی جام جهانی زیر ۱۷ ساله‌ها در سال ۲۰۱۷ بود. همچنین این ورزشگاه در سال‌های ۲۰۱۷ و ۲۰۲۰ میزبان دیدارهای سوپرلیگ هند بوده‌است.
اگرچه این استادیوم در ابتدا به عنوان یک مکان برای برگزاری مسابقات فوتبال ساخته شد، اما طی چند سال گذشته به‌طور فزاینده ای برای میزبانی مسابقات بین‌المللی کریکت مورد استفاده قرار گرفته‌است. از زمان میزبانی اولین مسابقه بین‌المللی خود در سال ۱۹۹۰ بین استرالیا و سریلانکا، این استادیوم میزبان هفت دوره از رقابت‌های بین‌المللی یک روزه کریکت بوده‌است که آخرین آنها بین هند و سریلانکا در سال ۲۰۰۷ بوده‌است.